# جمعية دراسات الإعاقة
جمعية دراسات الإعاقة هي شبكة أكاديمية دولية لباحثي دراسات الإعاقة. وغالباً ما يُختصر اسمها إلى (SDS)، على الرغم من أن هذا الاختصار لا يزال يستخدمه الأكاديميون وعلماء السياسة لوصف منظمة «طلاب من أجل مجتمع ديمقراطي» في الولايات المتحدة. يتمثل الهدف العام للجمعية في الترويج لدراسات الإعاقة باعتبارها تخصصاً أكاديمياً جاداً على قدم المساواة مع الفلسفة والعلوم الاجتماعية والمجالات المماثلة.

## تعريف دراسات الإعاقة
تبنت الجمعية تعريفاً رسمياً لـ«دراسات الإعاقة» في 1993:
«... تُدرس سياسات وممارسات جميع المجتمعات لفهم العوامل الاجتماعية، لا العوامل الجسدية أو النفسية، التي تحدد تجربة الإعاقة. طُورت دراسات الإعاقة لفصل الإعاقات عن الخرافات والأيديولوجيات والوصمة التي تؤثر على التفاعل الاجتماعي والسياسة الاجتماعية. تتحدى المنح الدراسية فكرة كون الوضع الاقتصادي والاجتماعي والأدوار المخصصة للأشخاص ذوي الإعاقة هي النتائج الحتمية لحالتهم.»

## التأسيس والتاريخ
تأسست الجمعية في 1982 في البداية كقسم لدراسة الأمراض المزمنة والإعاقة والضعف (SSCIID)، وأُعيدت تسميتها إلى جمعية دراسات الإعاقة في 1986. وكان مؤسسوها هم داريل إيفانز ونورا غروس وستيف هي وغاري كيغر وجون سيدل وجيسيكا شير وإيرفينغ كينيث زولا (1935-1994). وهي منظمة غير ربحية من النوع 501(c)(3).
تحتفظ الجمعية بوضع الانتساب إلى جمعية العلوم الاجتماعية الغربية (WSSA)، من خلال قسم الأمراض المزمنة والإعاقة. وحالياً، تضم جمعية دراسات الإعاقة مئات الأعضاء على المستوى الوطني والدولي الذين يواصلون جعل دراسات الإعاقة جزءاً من النقاشات الأكاديمية.

## الأنشطة والمنشورات
تعقد جمعية دراسات الإعاقة مؤتمراً سنوياً في يونيو، وتنشر مجلة ربع سنوية خاضعة لمراجعة الأقران، وهي مجلة دراسات الإعاقة الفصلية. تُنشر المجلة حصرياً عبر الإنترنت. أنشأت جمعية دراسات الإعاقة نموذجاً بديعاً يجب اتباعه عند التعامل مع الناشرين بشأن إمكانية الوصول إليهم.
نظم آدم نيومان «فريق تيسير الوصول الرقمي» (DAFT) في 2015، لجعل المؤتمر السنوي لجمعية دراسات الإعاقة لعام 2015 أكثر سهولة في الوصول لمجموعة أوسع من الحاضرين. يجرى تنسيق فريق تيسير الوصول الرقمي من قبل مجموعة طلاب الجمعية، التي يتألف أعضاؤها من مجموعة من 25 إلى 30 طالباً من جمعية دراسات الإعاقة. من خلال العمل في فرق مكونة من شخصين، كان أعضاء فريق تيسير الوصول الرقمي يغردون مباشرة في كل جلسة، بشرط موافقة مقدمي العروض. سمح التغريد المباشر لجميع الجلسات واتباع المعايير الخاصة بهذه الوسائط الناشئة بطريقة جديدة لإنتاج إمكانية الوصول لمجتمع الإعاقة. هناك عدد من الكتل داخل جمعية دراسات الإعاقة، التي «تحدد المجموعات التي لا تحظى بتمثيل كافٍ داخل المجتمع أو جمعية دراسات الإعاقة كمنظمة». تتألف جمعية دراسات الإعاقة بالكامل من الطلاب (الجامعيين، والخريجين، والمهنيين) الذين يعملون نيابة عن مصالح واحتياجات الطلاب.

## العضوية
هناك العديد من الخيارات لفرص العضوية، حتى لو كان شخص ما غير قادر على دفع رسوم العضوية فلن تُرفض عضويته؛ «لا تُرفض عضوية أي شخص في جمعية دراسات الإعاقة بسبب عدم مقدرته على دفع رسوم العضوية المحددة.»

## الجوائز
خصصت الجمعية جائزتين «لتكريم الأشخاص الذين أظهروا تفانياً في دراسات الإعاقة»: جائزة الباحث الكبير وجائزة إيرفينج ك. زولا للباحثين الناشئين في دراسات الإعاقة. تُمنح جائزة الباحث الكبير للأشخاص الذين قدموا مساهمات كبيرة في مجال دراسات الإعاقة. الفائزون السابقون بالجائزة: ديفا كاسنيتز (2014)، ريتشارد سكوتش (2013)، كارول جيل (2012)، توبين سيبرز (2011)، روزماري غارلاند طومسون (2010)، إليزابيث ديبوي وستيفن جيلسون (2009)، وستيفن جيه تايلور (2008). على العكس من ذلك، تُمنح جائزة إيرفينج ك. زولا للباحثين الناشئين في دراسات الإعاقة لشخص ناشئ قدم أيضاً مساهمات كبيرة في مجال دراسات الإعاقة.

## مجلس الإدارة
2017–2018:
- الرئيس ورئيس مجلس الإدارة – فيل سميث[17]
- نائب الرئيس – جوان وياك[17]
- أمين الصندوق – كارول غولدين[17]
- السكرتير – كاثرين كالدويل[17]

## قائمة رؤساء جمعية دراسات الإعاقة
فيما يلي قائمة برؤساء جمعية دراسات الإعاقة الحاليين والسابقين.
| سنوات النشاط | الاسم                        |
| ------------ | ---------------------------- |
| 1986–89      | إيرفينج ك. زولا (مؤسس)       |
| 1989–1990    | داريل إيفانز (مؤسس)          |
| 1990–91      | باربرا ألتمان                |
| 1991–93      | ديفيد فايفر                  |
| 1993–94      | شارون بارنارت                |
| 1994–95      | ريتشارد سكوتش                |
| 1995–96      | كورين كيرشنر                 |
| 1996–98      | أدريان آش                    |
| 1998–2000    | ديفيد ميتشل                  |
| 2000–2002    | فيل فيرجسون                  |
| 2002–05      | آن فينجر                     |
| 2005–06      | جيم فيريس                    |
| 2006         | كوربيت أوتول                 |
| 2006–07      | كريس بيل                     |
| 2006–08      | إلين جيربر                   |
| 2008–09      | نوام أوستراندر               |
| 2009–2010    | باميلا بلوك                  |
| 2010–12      | ديفا كاسنيتز                 |
| 2012–14      | تامي بيربيري                 |
| 2014–15      | مايكل ريمبيس                 |
| 2015–2016    | بريندا بروجمان               |
| 2016–2018    | فيل سميث                     |
| 2018-2020    | جوان وياك                    |
| 2020-2021    | هولي بيرسون وسوزان ستولز     |
| 2021-2022    | كارين ناكامورا وجو ستراموندو |
| 2022-2023    | ماثيو وولف ماير              |